# Carnival of Sins Live
Carnival of Sins Live är ett livealbum av Mötley Crüe, utgivet 2006. Det är inspelat under en konsert i Grand Rapids, Michigan den 27 april 2005.

## Låtlista

### Skiva ett
1. "Shout at the Devil" - 3:47
2. "Too Fast for Love" - 4:01
3. "Ten Seconds to Love" - 5:36
4. "Red Hot" - 3:28
5. "On With the Show" - 4:42
6. "Too Young to Fall in Love" - 3:54
7. "Looks That Kill" - 4:27
8. "Louder Than Hell" - 2:36
9. "Live Wire" - 6:36
10. "Girls, Girls, Girls" - 4:40
11. "Wild Side" - 5:12

### Skiva två
1. "Don't Go Away Mad (Just Go Away)" - 5:10
2. "Primal Scream" - 5:07
3. "Glitter" - 2:31
4. "Without You" - 1:39
5. "Home Sweet Home" - 5:29
6. "Dr. Feelgood" - 5:44
7. "Same Ol' Situation (S.O.S.)" - 4:39
8. "Sick Love Song" - 4:18
9. "If I Die Tomorrow" - 4:29
10. "Kickstart My Heart" - 7:06
11. "Helter Skelter" - 3:24
12. "Anarchy in the U.K." - 5:35